# Lijst van presidenten van Montenegro
Dit is een lijst van presidenten van Montenegro.

## Beknopt overzicht
| 1516      | Montenegro |
| 1852      | Prinsdom Montenegro                                                                                              |
| 1910      | Koninkrijk Montenegro                                                                                            |
| 1918      | 26 november: Fusie met Servië                                                                                    |
| 1918      | 1 december: Onderdeel van het Koninkrijk Zuid-Slavië (sinds 1929: Joegoslavië)                                   |
| 1941-1943 | Italiaanse bezetting                                                                                             |
| 1941      | 12 juli: "Onafhankelijke" Staat Montenegro (onder Italiaanse controle)                                           |
| 1943-1945 | Duitse bezetting                                                                                                 |
| 1945      | Volksrepubliek Montenegro                                                                                        |
| 1963      | 7 juli: Socialistische Republiek Montenegro                                                                      |
| 1991      | november: Republiek Montenegro (als onderdeel van de Federale Republiek Joegoslavië, later Servië en Montenegro) |
| 2006      | 3 juni: Montenegro weer een onafhankelijke republiek                                                             |

## Presidenten van Montenegro (1943-heden)

### President van de Anti-Fascistische Raad voor de Bevrijding van Montenegro enBoka(1943-1946)
| President | President                   | Ambtstermijn                    | Partij |
| --------- | --------------------------- | ------------------------------- | ------ |
|           | Nikola Miljanić (1892–1957) | 15 november 1943 - 13 juli 1946 | MCP    |

### President van de Grondwetgevende Assemblée (1946-1947)
| President | President     | Ambtstermijn                      | Partij |
| --------- | ------------- | --------------------------------- | ------ |
|           | Milos Rasović | 21 november 1946 - 1 januari 1947 | MCP    |

### Presidenten van het Presidium van de Volksassemblée (1947-1953)
| President | President                    | Ambtstermijn                      | Partij |
| --------- | ---------------------------- | --------------------------------- | ------ |
|           | Milos Rasović                | 1 januari 1947 - 6 november 1950  | MCP    |
|           | Nikola Kovačević (1890–1964) | 6 november 1950 - 4 februari 1953 | MCP    |

### Presidenten van de Volksassemblée (1953-1974)
| President | President                    | Ambtstermijn                       | Partij |
| --------- | ---------------------------- | ---------------------------------- | ------ |
|           | Nikola Kovačević (1890–1964) | 4 februari 1953 - 15 december 1953 | MCB    |
|           | Blazo Jovanović (1907–1976)  | 15 december 1953 - 12 juli 1962    | MCB    |
|           | Filip Bajković (1910–1985)   | 12 juli 1962 - 5 mei 1963          | MCB    |
|           | Andrija Mugosa (1912–2006)   | 5 mei 1963 - 5 mei 1967            | MCB    |
|           | Veljko Milatović (1921–2004) | 5 mei 1967 - 6 oktober 1969        | MCB    |
|           | Vidoje Zarković (1927–2000)  | 6 oktober 1969 - 1 april 1974      | MCB    |

### Presidenten van de Presidentiële Raad (1974-1990)
| President | President                      | Ambtstermijn                     | Partij        |
| --------- | ------------------------------ | -------------------------------- | ------------- |
|           | Veljko Milatović (1921–2004)   | 5 April 1974 - 7 mei 1982        | MCB           |
|           | Veselin Djuranović (1925–1997) | 7 mei 1982 - 7 mei 1983          | MCB           |
|           | Marko Orlandić (1930-2019)     | 7 mei 1983 - 7 mei 1984          | MCB           |
|           | Miodrag Vlahović               | 7 mei 1984 - 7 mei 1985          | MCB           |
|           | Branislav Soskić (1922)        | 7 mei 1985 - 7 mei 1986          | MCB           |
|           | Radivoje Brajović (1935)       | 7 mei 1986 - 7 mei 1988          | MCB           |
|           | Bozina Ivanović (1931–2002)    | 7 mei 1988 - 13 januari 1989     | MCB           |
|           | Slobodan Simović (waarnemend)  | 13 januari 1989 - 17 maart 1989  | MCB           |
|           | Branko Kostić (1939-2020)      | 17 maart 1989 - 23 december 1990 | MCB 1990 DPMS |

### Presidenten van Montenegro (1990-heden)
| President | President                               | Ambtstermijn                       | Partij | Partij | Verkiezing |
| --------- | --------------------------------------- | ---------------------------------- | ------ | ------ | ---------- |
|           | Momir Bulatović (1956-2019)             | 23 december 1990 - 15 januari 1998 | DPS    |        | 1990       |
| 1992      | Momir Bulatović (1956-2019)             | 23 december 1990 - 15 januari 1998 | DPS    |        |            |
|           | Milo Đukanović (1962)                   | 15 januari 1998 - 25 november 2002 | DPS    |        | 1997       |
|           | Filip Vujanović (1954) (waarnemend)     | 25 november 2002 - 19 mei 2003     | DPS    |        |            |
|           | Dragan Kujović (1948-2010) (waarnemend) | 19 mei 2003 - 22 mei 2003          | DPS    |        |            |
|           | Filip Vujanović (1954)                  | 22 mei 2003 - 20 mei 2018          | DPS    |        | 2003       |
| 2008      | Filip Vujanović (1954)                  | 22 mei 2003 - 20 mei 2018          | DPS    |        |            |
| 2013      | Filip Vujanović (1954)                  | 22 mei 2003 - 20 mei 2018          | DPS    |        |            |
|           | Milo Đukanović (1962)                   | 20 mei 2018 - 20 mei 2023          | DPS    |        | 2018       |
|           | Jakov Milatović (1986)                  | 20 mei 2023 - heden                | PES!   |        | 2023       |

Afk.: MCB= Montenegrijnse Communistenbond (enige legale partij 1945-1990; onderdeel van de Joegoslavische Communistenbond); DPS= Democratische Partij van Montenegrijnse Socialisten (voormalige communisten); SDP= Sociaaldemocratische Partij (sociaaldemocratisch); PES!= Europa Nu! (liberaal)